# РегиоДжет
Компания РегиоДжет была основана 20 марта 2009 как дочерняя компания Стьюдент Адженси. Создателем обеих компаний является Радим Янчура. Компания работает в сфере пассажирского транспорта в Чехии и в Словакии, между Братиславой и Комарном. Компания начала регулярные пассажирские транспортные перевозки 26 сентября 2001. Дефицит компании в 2011 года составил 38,3 миллионов рублей.

## Трассы
РегиоДжет занимается пассажирскими перевозками на двух трассах.

### Региональный поезд Комарно - Братислава
(Перечислены только некоторые остановки)
Комарно — Златна на Острове — Бодза — Окоч — Дунайска Стреда — Легнице — Милославов — Ровинка — Братислава

### Поезд Intercity Прага - Жилина
Прага — Пардубице — Забржег на Мораве — Оломоуц — Границе на Мораве — Острава — Гавиржов — Чески Тешин — Тржинец — Чадца — Кысуцке Нове Место — Жилина
В год 2011 а 2012 поезда РегиоДжет останавливались в Усти над Орлици, но в текущем году была эта остановка отменена. В году 2014 будет введена станция Ческа Тржебовa.

### Планируемые направления
- Острава — Опава — Крнов — Оломоуц
- Прага — Дрезден — Берлин — Гамбург

## Вагоны
Все вагоны куплены у ÖBB (железные дороги Австрии). Вагоны технически приспособленны для скорости 200 км/ч. В вагонах есть встроенные вакуумные туалеты, кондиционеры воздуха и розетки с напряжением 220В-230 В. При реконструкции вагонов были добавленны ковры, а вагоны были покрашены в жёлто-чёрный цвет. Количество вагонов - 43. В поезде 3 класса - Standard (Стандард), Relax (Релакс), Business (Бизнес). Разница в цене билетов между тарифами Стандард и Бизнес не слишком существенна по сравнению с другими железнодорожными компаниями (например трасса Прага-Пардубице [104км]: Стандард 170 руб, Релакс 220 руб, Бизнес 265 руб). С начала работы компании до августа 2013 года билеты на все места продавались как второй класс, хотя большинство мест в поезде соответствовали бывшему первому классу.
- Перечислены только ежедневно курсирующие вагоны.

### ABmz„Kupe“ (Класс Стандард) - 15 вагонов
Изготовлены в 1978-1979 годах компанией СГП Симмеринг. В вагоне 8 купе, 4 бывшего 1-го класса, 4 купе 2-го класса и небольшая кухня. Количество мест - 48. Вагоны были реконструированы в 2001-2009 годах.

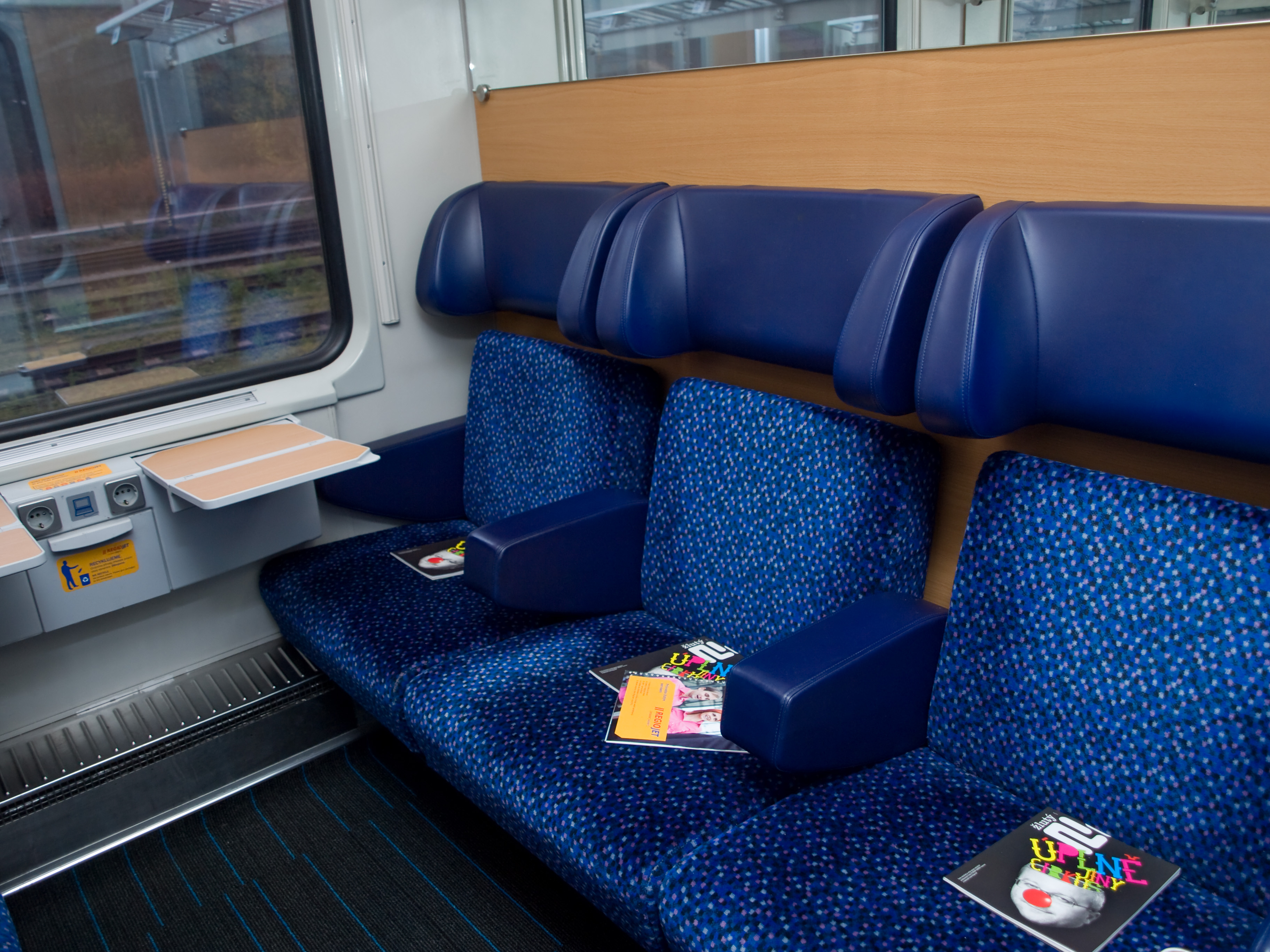
Купе 2.класса
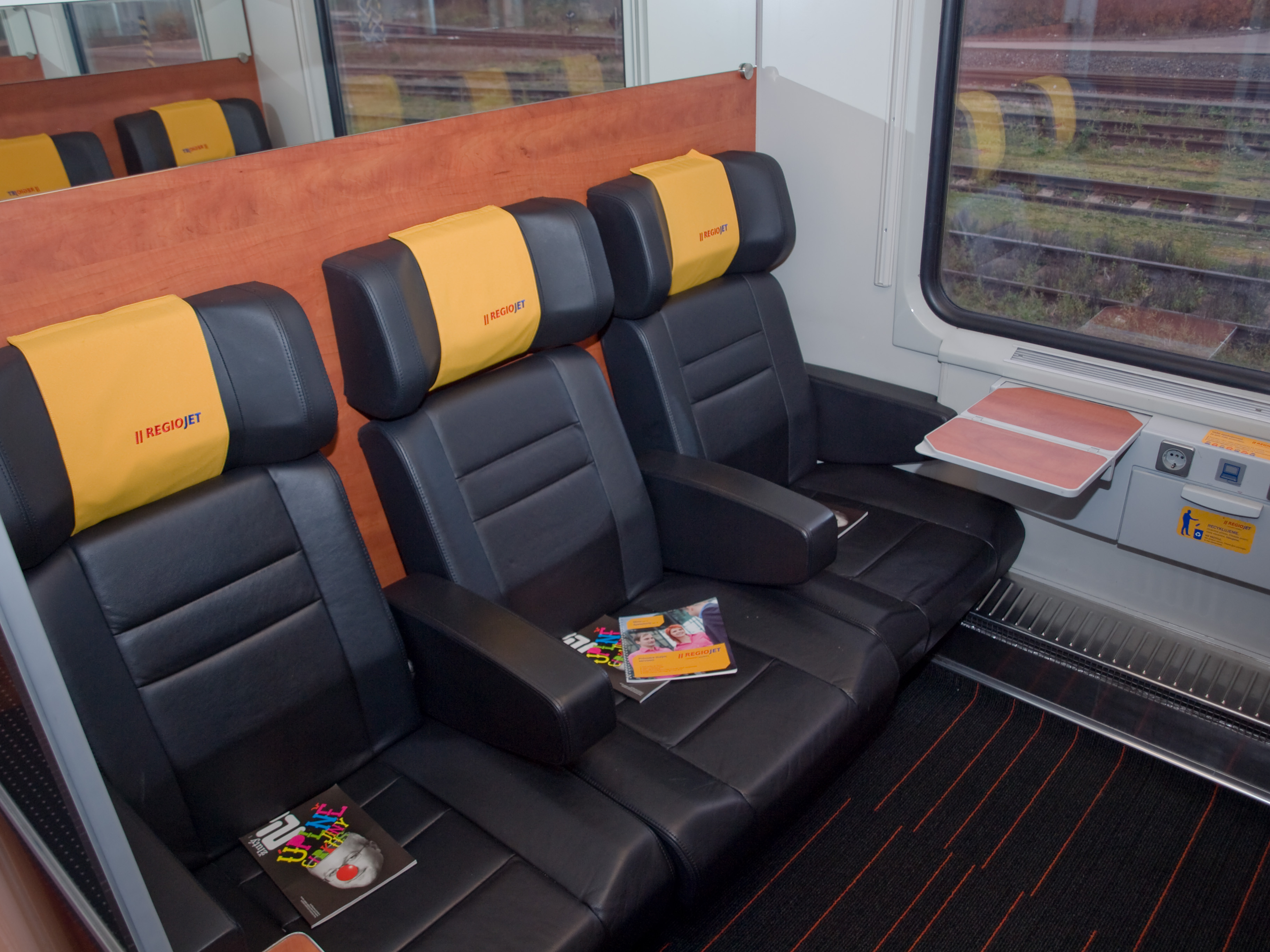
Купе бывшего 1.класса

### Ampz„Relax/Business“ (Класс Релакс/Бизнес) - 12 вагонов
Изготовлены в 1977-1979 годах компанией Энбахер как Amz. Были реконструированы в 2002-2010  годах. При реконструкции в Австрии 4 купе были переделаны на бизнес класс (16 мест в вагоне) для 4 пассажиров, а остальные места остались соответствующими 1-му класс (32 мест). РегиоДжет продаёт билеты на все эта места как 2-й класс. 

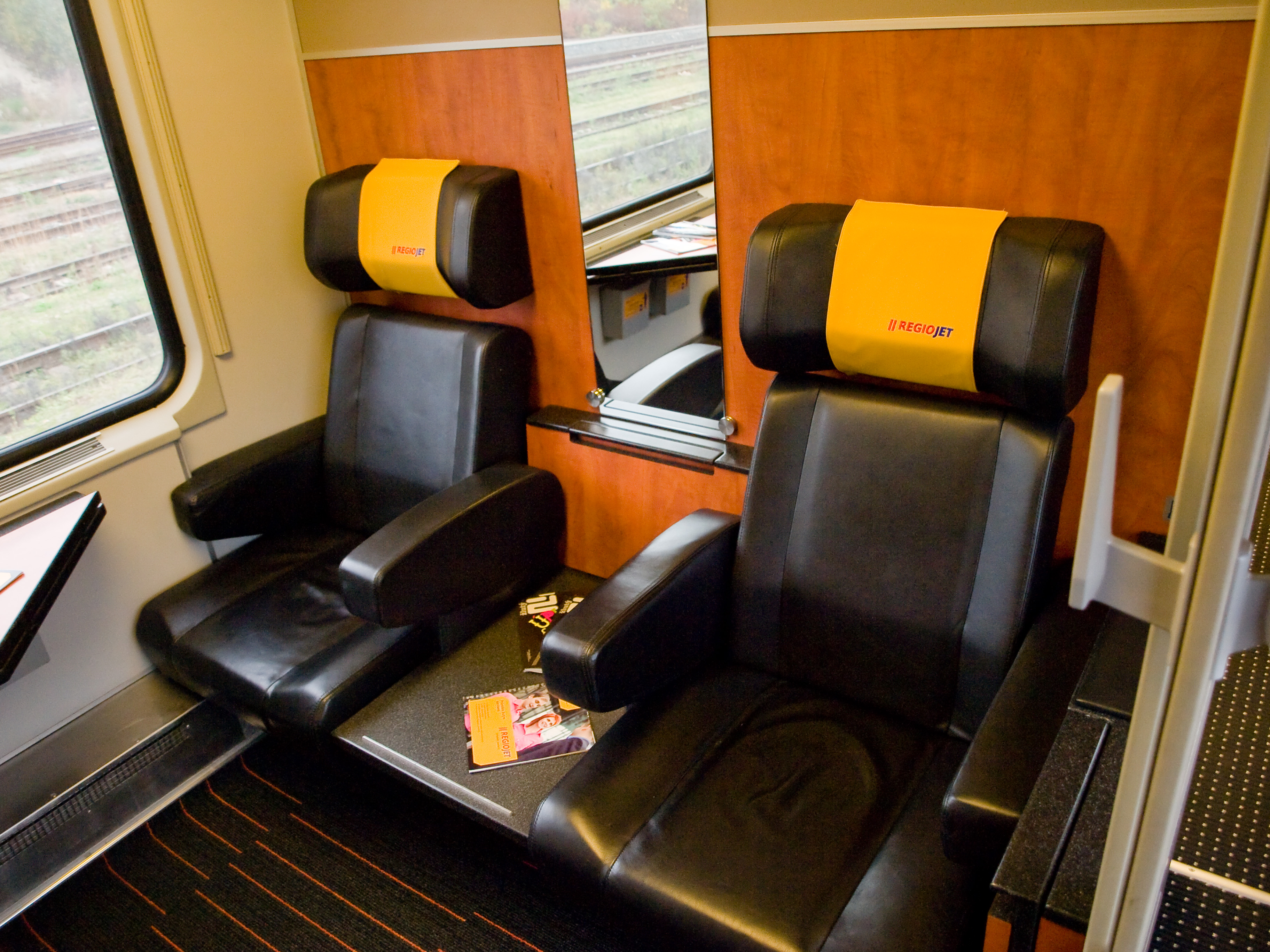
Бизнес купе
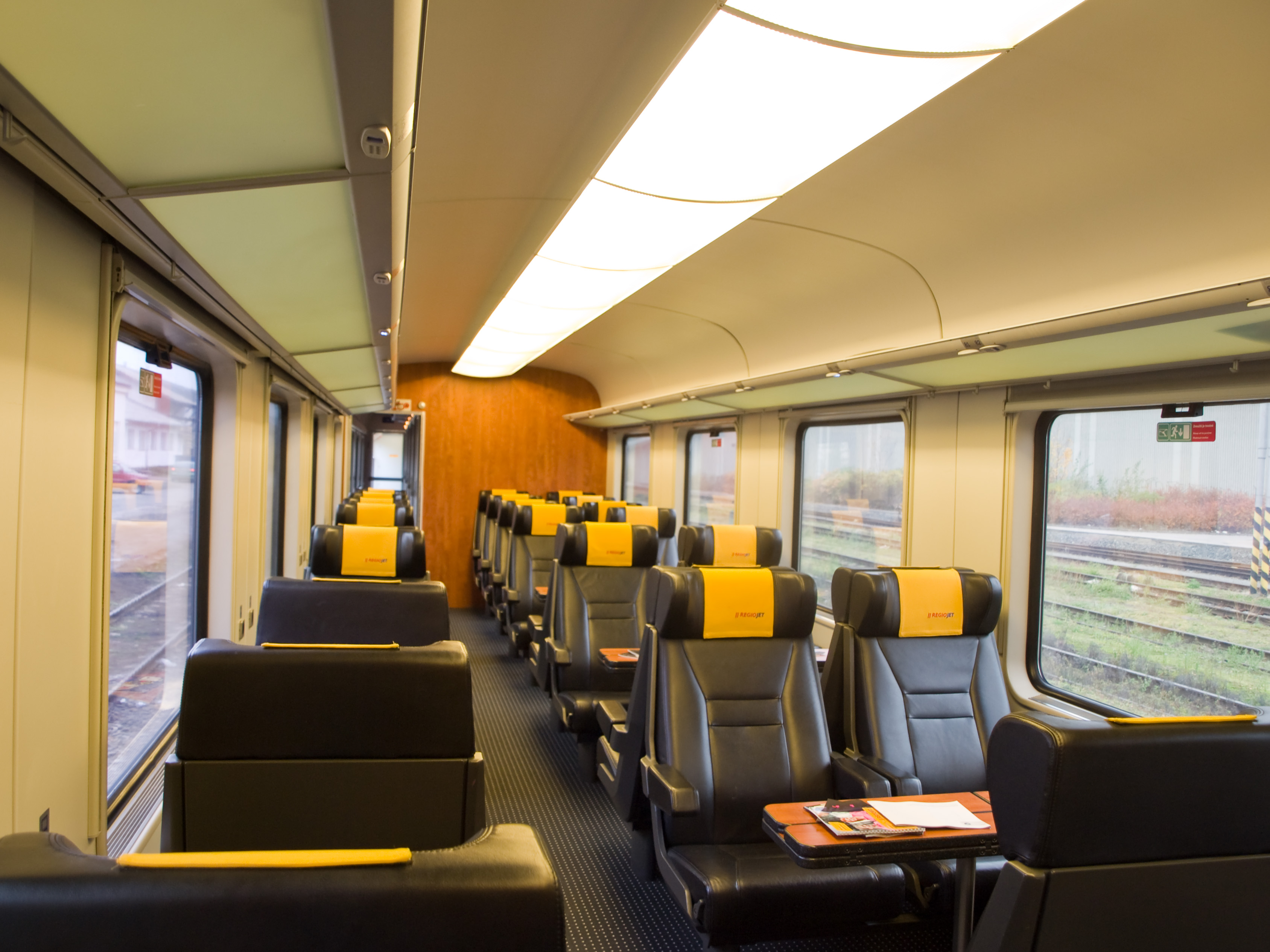
Релакс

### Bmz„Kupe“ (Класс Стандард) - 11 вагонов
Изготовлены в 1976-1979 годах компанией СГП Граз, следующие вагоны изготовила в 1979-1980 годах компания СГП Симмеринг. Реконструкция произведена в 2001-2009 годах. Все места в вагоне бывшего и современного 2.класса и их вид схож с купе 2-го класса в вагоне Abmz.

### Asmz„Internet Cafe“ (Класс Релакс/Бизнес) - 2 вагоны
В вагоне 4 бизнес купе для 4 пассажиров. В другой части вагона находятся кресла у больших столов. 1 место в вагоне всегда свободно, потому что около него есть компьютер, который могут использовать пассажиры, не имеющие ноутбука.

### Bombarider Talent- 9 вагонов
Этот поезд ездит только по маршруту Комарно-Братислава. В поезде отсутствует кухня, бронирование мест для сидения невозможно. В вагоне находятся несколько мест 1-го класса, стоимость билетов в 1-й класс сходна с билетами во 2-й класс.

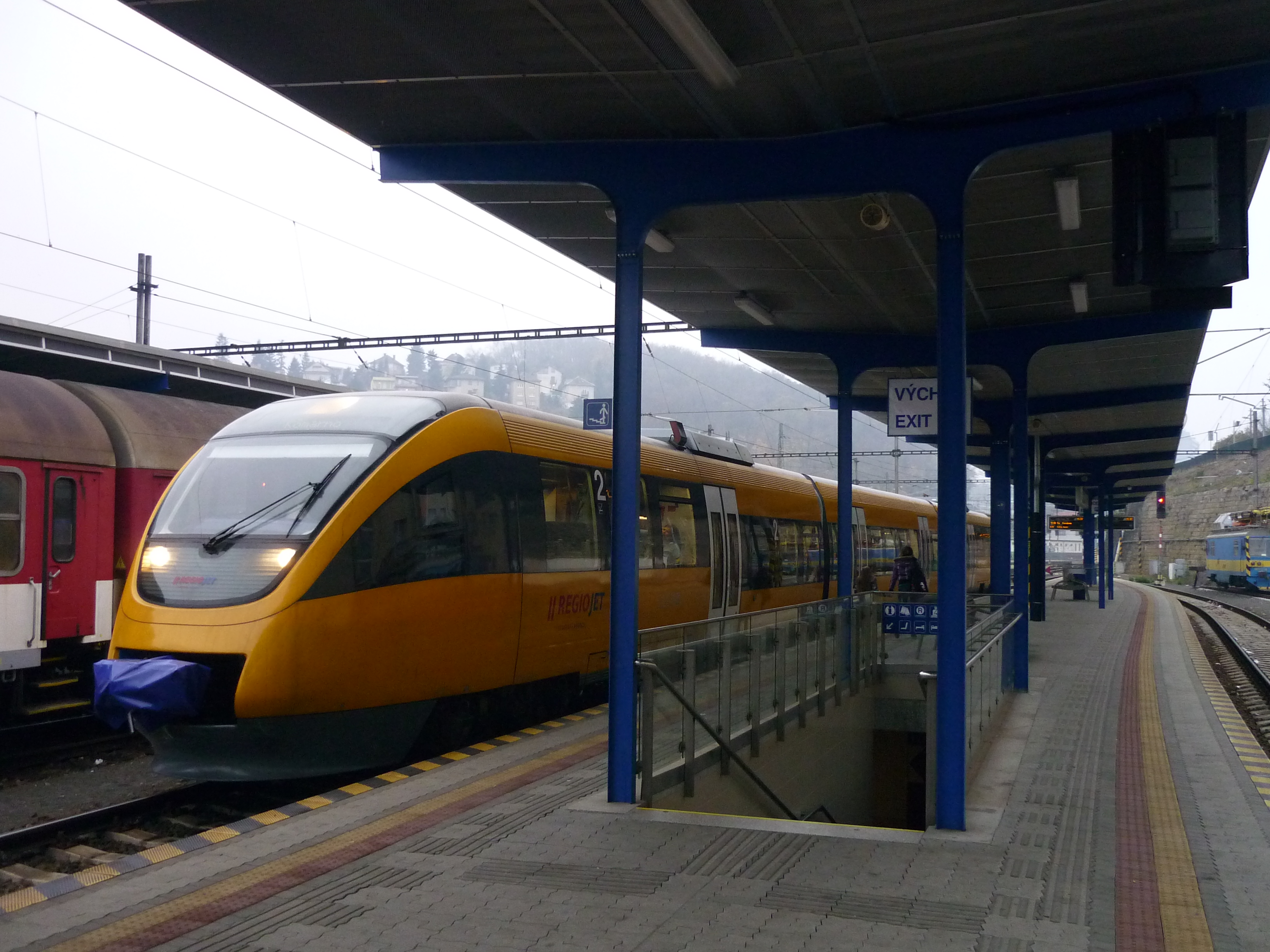
РегиоДжет в Братиславе
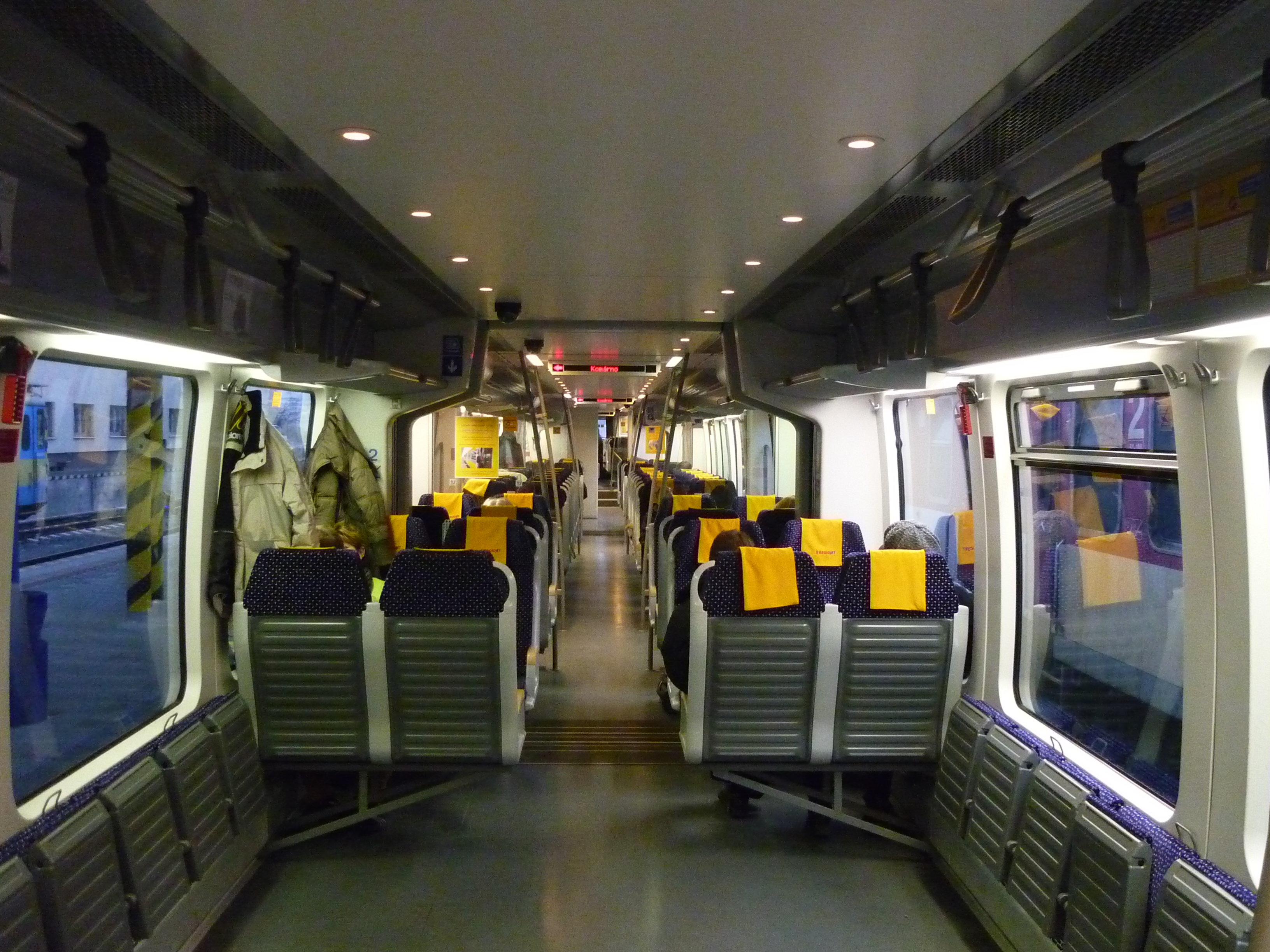
2. класс
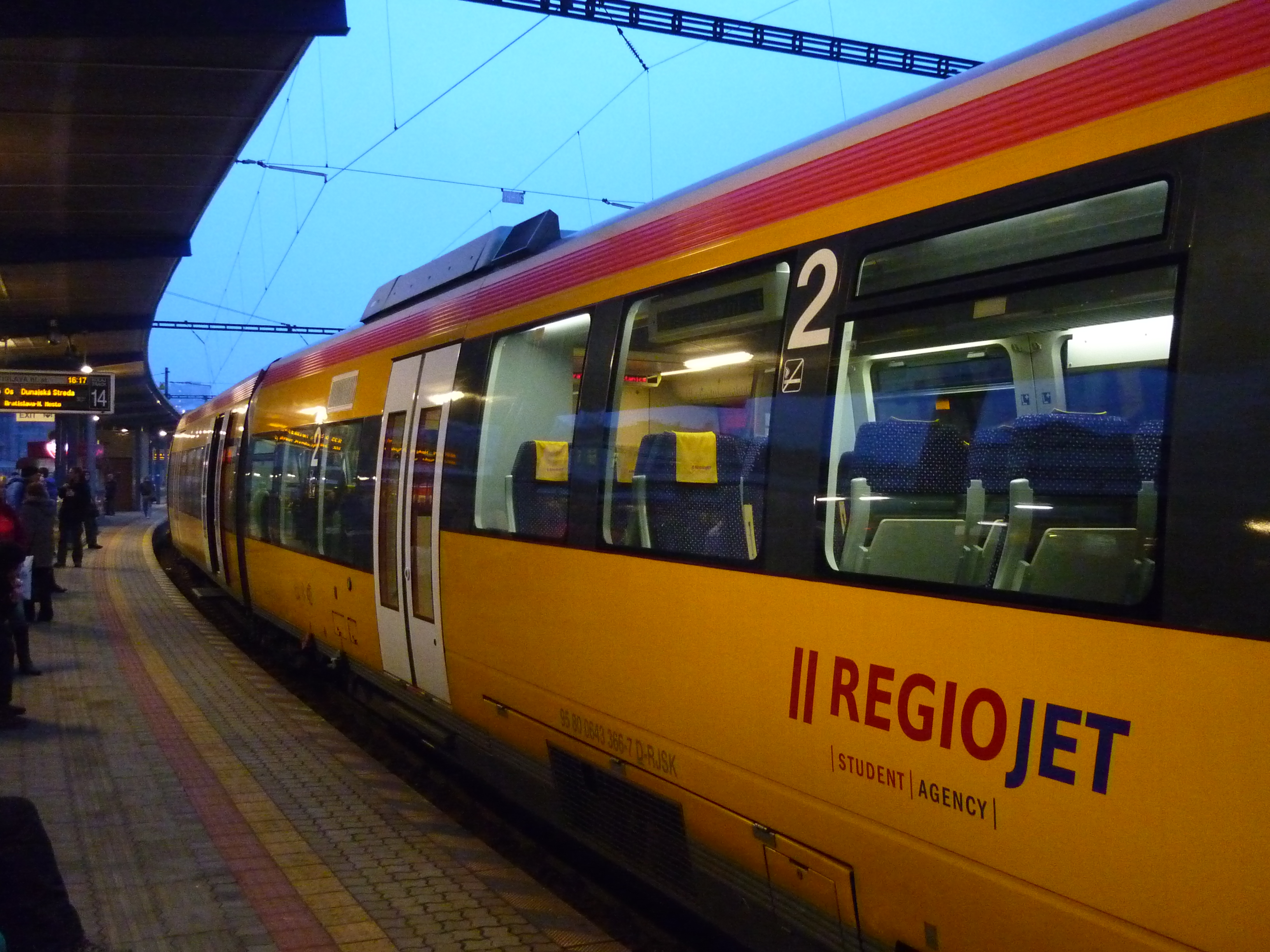